# إيناس (اسم)
إيناس اسم علم مؤنث عربي، من الأُنسِ. معناه: الألفة، المُلاطفة، المُؤانسة، الاطمئنان، الإحساس، اليقين. ويكنى عنه بألفاظ مثل: إناس، نوسة، نَنّوسة.

## شخصيات تحمل هذا الاسم
- إيناس الدغيدي مُخرجة مصرية.
- إيناس نور مُمثلة مصرية.